# Nhân quyền tại Syria
Nhân quyền tại Syria là tổng thể tình hình thực thi quyền con người tại quốc gia này. Tình trạng Nhân quyền tại Syria được các nhà quan sát quốc tế đánh giá là đặc biệt kém. Tình trạng khẩn cấm được áp đặt từ những năm 1963 kéo dài cho tới tháng 4/2011, cho phép lực lượng an ninh nhà nước có quyền bắt giữ và giam cầm người dân.

## Tình hình
Syria là một quốc gia đa đảng nhưng không có quyền bầu cử tự do. Giới cầm quyền đàn áp và bỏ tù các nhà hoạt động nhân quyền và những người phê phán chính phủ. Tự do ngôn luận, tự do lập hội và hội họp bị kiểm soát nghiêm ngặt. Phụ nữ và dân tộc thiểu số bị phân biệt đối xử. Theo Tổ chức Theo dõi Nhân quyền Quốc tế (Human Rights Watch), Tổng thống Bashar al-Assad đã thất bại trong việc cải thiện hồ sơ nhân quyền của Syria trong vòng 10 năm đầu tiên cầm quyền,
và tình trạng nhân quyền tại Syria vẫn nằm trong những nơi tồi tệ nhất thế giới. Theo Tổ chức Amnesty International, chính phủ Syria phạm tội ác chống lại loài người căn cứ theo các bằng chứng về chết do giam dữ, tra tấn và cầm tù trong cuộc đàn áp chống lại đợt nổi dậy năm 2011.
Syria có hồ sơ lâu dài về việc chính phủ bắt giữ vô cớ, xét xử thiếu công minh và giam dữ trường kỳ người bị tình nghi. Hàng ngàn tù nhân chính trị bị cầm tù, nhiều người thuộc đảng Anh em Hồi giáo và đảng Cộng sản bị cấm. Từ tháng 6 năm 2000, hơn 700 tù chính trị bị giam giữ lâu dài đã được thả tự do, nhưng còn tới hơn 4000 người nữa vẫn bị cầm tù. Các thông tin về những ngượi giam dữ do lý do chính trị và an ninh không được nhà cầm quyền thông báo minh bạch Chính quyền không thừa nhận trách nhiệm về sự biến mất của khoảng 17,000 người Li băng và Palestin tại Lebanon những năm 1980s, 1990s và được nghi ngờ là đã cầm tù những người này tịa Syria. Năm 2009, hàng trăm người bị bắt và bị cầm tù vì các lý do chính trị. Cảnh sát đã giết ít nhất 17 người bị giam giữ. Những nhà hoạt động nhân quyền tiếp tục là mục tiêu và bị cầm tù bởi chính phủ.
Số lượng báo chí đã tăng trong thập kỷ vừa qua, nhưng Đảng Ba'ath, đảng cầm quyền trong suốt vài thập kỷ qua, vẫn tiếp tục duy trì kiểm soát báo chí. Nhà báo và bloggers tiếp tục bị bắt giữ và kết án. Trong năm 2009, Tổ chức Bảo vệ Nhà báo đã xéo Syria đứng thứ ba trong danh sách mười nước tồi tệ nhất bắt giữ giam cầm và hạn chế blogger (bao gồm Trung Quốc, Việt Nam, Cuba).
Kiểm duyệt Internet tại Syria rất chặt chẽ và rộng khắp. Syria cấm các website về chính trị và bắt những người truy cập các website bị cấm. Các quán cà phê Internet bị bắt phải ghi lại tất cả các bình luận người dùng đã đăng tải lên các diễn đàn.
Các Websites như Wikipedia tiếng Ả Rập, YouTube và Facebook bị chặn trong thời gian 2008 tới 2011. Lọc và chặn được sử dụng rộng rại tại các lĩnh vực liên quan tới chính trị  Syria được đưa vào danh sách "Kẻ thù của Internet" của Tổ chức Phóng viên Không biên giới từ năm 2006 khi danh sách này bắt đầu được đưa ra.